# 관영 (전한)
관영(灌嬰, ? ~ 기원전 177년)은 중국 진나라, 전한 시대의 전한 고제의 무장이다. 고제의 개국공신 9위로, 승상을 역임했으며, 시호는 영음의후다.

## 일대기

### 유방의 본대에 속해
원래는 수양의 비단 상인이었으며, 패공 유방이 옹구에 있다가 항량이 장함에게 패사한 후 탕현으로 돌아왔을 때, 중연으로서 유방을 따랐다. 진과의 싸움으로 공적을 올려 칠대부가 됐다가 선릉군의 봉호를 받았고, 낙양 일대·남양 평정에서도 공을 세웠으며, 무관을 넘어 진을 토벌해 집규가 되었고 창문군의 봉호를 받았다.
유방이 한왕이 되면서 낭중(郞中)이 되었고, 이어 중알자(中謁者)가 되었다. 한왕 원년(기원전 206년)부터 시작된 삼진 평정에서는 새나라의 서울 약양성을 함락해 새왕 사마흔의 항복을 받았고 옹왕 장함을 폐구에서 포위했으나 함락시키지는 못한 채, 동진하는 유방의 본대를 따라가 은왕 사마앙 공격 등에 동원되었다.
계속 유방을 따라 서초의 서울 팽성 함락에도 종군했고, 팽성 대회전에서 유방이 패배하자 따라가서 패잔병을 수습하고 옹구에 주둔하며 한왕에 반기를 든 왕무·신도 등을 진압하고 형양으로 옮겼다. 형양을 공격하는 초나라 기병을 요격하기 위해 사령관을 선택할 때, 유방은 기사인 진나라 사람 이필·낙갑을 장군으로 봉하고 출동시키려 했지만, 이필과 낙갑은 유방의 측근을 대장으로 세워 따르게 하고 자신들은 보좌하기를 청했다. 그러자 유방은 기마술에 뛰어난 관영을 대장으로 삼고 이필, 낙갑을 교위로 삼아 그를 따르게 했다. 이에 관영은 중대부(中大夫)가 되어 낭중 기병을 이끌고 초나라 기병을 격퇴하였다. 그 후도 기병을 인솔해 별동대를 이끌고 활약해, 초나라 후방의 양도를 끊고 초나라 별장을 격파하고, 왕무의 반란군을 격파하는 등 많은 공을 세웠다. 형양에서 곤궁해져 빠져나온 유방을 낙양으로 호송하고 자신은 한단으로 가 한신의 군대와 합했다. 이때 어사대부가 되었다.

### 한신과 함께 제나라를 공격
한왕 3년(기원전 204년) 두평향후가 되었고, 어사대부로서 낭중(郞中) 기병을 이끌고 한신을 따라 제나라를 정벌해 역하에서 제군을 무찔렀고, 제나라의 거기장군 화무상 등 장리 46명이 관영의 부하에게 사로잡혔다. 제나라는 역이기의 언변을 듣고 이미 한나라에 투항하기로 했는데 한신의 공격을 받은 것이라 방비가 전혀 없어서 한신의 군대에 대군이 흩어졌고, 서울 임치를 도저히 방어할 수 없다고 여겨 제왕 전광은 고밀로, 상국 전횡은 영과 박으로 달아나고 임치에는 임시 재상 전광(田光)을 남겨 수비하게 하는 한편 서초패왕 항우에게 구원을 청했다. 관영은 임치성 공격에서 활약해 수상 전광을 사로잡고, 전횡을 추격해 영(嬴)·박(博)에서 따라잡아 전횡의 기병대를 격파했으며, 영·박을 함락했고, 제나라 장수 전흡(田吸)을 천승(千乘)에서 무찔렀고 관영의 수하 장졸이 전흡을 베었다. 한신이 초나라의 용저·유공 선(留公旋)이 이끄는 구원군과 고밀에서 싸울 때에도 활약해 관영의 병사가 용저를 죽였다. 우사마와 연윤 1명과 누번의 장수 10명을 생포했고, 아장 주란(周蘭)을 직접 사로잡았다.

### 서초의 심장부를 뒤흔들다
이후 제나라에서 남하해 초령을 공격해 설군 · 동해군의 여러 성읍을 휩쓸었고, 회수를 건너 광릉군까지도 공격했다. 항우가 항성(項聲)·설공(薛公)·담공(郯公)을 시켜 관영이 휩쓴 회수 이북의 땅을 회복하자, 관영은 회수 북쪽으로 돌아와 이들을 격파하고 설공을 베었으며 마침내 서초의 서울 팽성에 입성해 주국 항타를 사로잡았다. 유방의 고향인 패현을 포함해 팽성이 있는 사수군의 다른 여러 현을 함락했다. 초나라의 아장 주란을 다시 사로잡고 마침내 유방의 본대에 합류했다. 수많은 전공으로 식읍 2,500호를 더 받았다.
한왕 5년(기원전 202년), 항우가 해하 전투에서 패하고 달아나자, 추격해 수하의 다섯 장수가 항우의 시체를 가지고 돌아와 각각 열후에 봉해졌다. 더 남하하여 강수 이남의 서초의 판도를 모두 접수하고, 회북의 52현을 평정했다.

### 전한의 반란군과 싸우다
이해, 거기장군이 돼 반란을 일으킨 연왕 장도를 무찔렀다. 이듬해(기원전 201년), 고조가 초왕 한신을 사로잡는 데 함께했고, 돌아와서는 영음후에 봉해졌다. 또 한왕 신이 흉노에 투항하자 고조의 한왕 신 공격에 종군해 여러 차례 한신과 흉노의 군대를 무찌르고 연·조·제·양·초의 전차병과 기병을 지휘했으나, 묵돌 선우의 유인책에 속은 고조와 함께 평성에 들어갔다가 포위돼 곤궁에 처했고 고조와 함께 겨우 탈출했다(백등산 포위전).
진희의 반란 평정에도 종군해 진희의 승상 후창의 군대를 격파하고 후창과 그 수하 장수들을 베는 등 활약했다. 별명인 경포로 더 유명한 회남왕 영포가 모반하자, 영포의 대사마·상주국 등을 무찌르고 별장들을 죽이며 회수 북쪽까지 진격했다. 많은 전공을 인정받아 영음의 5,000호를 받았다.

### 여씨의 천하를 유씨에게
고조 사후, 혜제가 즉위하고 고황후가 실권을 잡아 나라를 다스렸다. 관영은 열후로서 고황후를 보좌했다. 태후가 죽자, 여록 등의 여씨 일족이 장안의 군사를 장악하고 있었고, 고조의 손자이자 유비의 아들로 제나라의 왕을 지내고 있었던 유양은 불만을 품고 반란을 일으켜 여씨 세력을 쓸어버리고자 했다. 여씨 일족은 관영에게 군사를 맡겨 제나라의 반란을 진압하도록 했으나, 관영은 태위 주발·승상 진평 등과 모의해 여씨를 치도록 작정했다. 그러기에 관영은 형양에 주둔하면서 소문을 퍼뜨려 제나라 군사가 진격을 멈추게 하고, 주발 등이 이 틈에 여씨들을 말갛게 쓸었다. 유양과 관영 모두 군사를 해산해 돌아갔고, 관영은 주발·진평과 함께 고조의 아들 대왕 유항을 황제로 세우니, 이가 곧 문제다.
문제 3년(기원전 178년), 주발이 승상을 사임하면서 관영이 대신해 승상이 됐다. 이 해에 흉노가 북지군과 상군을 공격하자 보기 85,000명을 이끌고 대항하니 흉노는 물러갔다. 제북왕 유흥거가 반란을 일으키자, 조정의 명령으로 이 흉노에 대항하는 군대를 파했다. 문제 4년(기원전 177넌) 12월에 죽었고, 시호로 의후(懿侯)를 받았으며 아들 관하가 작위를 이었다.
총애하는 사인 장맹(張孟)에게 관씨를 하사했다. 이 관맹은, 후에 위기후 두영을 파멸하게 하는 계기를 낳은 관부의 아버지다.